# Nagydíj (cannes-i fesztivál)
A Nagydíj (franciául: Grand Prix) a cannes-i fesztivál második legrangosabb díja az Arany Pálma után. A fesztivál hivatalos válogatásának nagyjátékfilm zsűrije ítél oda annak a filmnek, amely kiemelkedően tehetséges rendezésről, nagyfokú eredetiségről és útkereső szellemiségről tesz tanúbizonyságot.
Eredetileg – az 1960-as évek elején – úgy tervezték, hogy a Nagydíj ugyanazzal az értékkel bír majd, mint az Arany Pálma; az elsővel a művész- és kísérleti filmeket, míg az utóbbival a közönségfilmeket díjazták volna. E megkülönböztetést azonban valójában sohasem alkalmazták – presztízsét tekintve a díj mindig is az Arany Pálma mögé szorult.

## Elnevezése
A díj elnevezése az évek során többször változott:
- 1967–1988: A Zsűri Külön Nagydíja (Grand Prix Spécial du Jury)
- 1989–1994: A Zsűri Nagydíja (Grand Prix du Jury)
- 1995 óta: Nagydíj (Grand Prix)

A díjjal kapcsolatban meg kell jegyezni, hogy nem tévesztendő össze a fesztivál fődíjának időszakos nevével, amely 1946–1954 között Nemzetközi Filmfesztivál Nagydíja, 1964-65-ben Nagydíj, között pedig a Fesztivál Nemzetközi Nagydíja néven szerepelt.

## Díjazottak
| Év                                 | Magyar címe                                             | Eredeti címe                                            | Díjátvevő                                               | Ország                                                  | Megj.                                                   |
| ---------------------------------- | ------------------------------------------------------- | ------------------------------------------------------- | ------------------------------------------------------- | ------------------------------------------------------- | ------------------------------------------------------- |
|                                    |                                                         |                                                         |                                                         |                                                         |                                                         |
| A Zsűri Külön Nagydíja (1967–1988) |                                                         |                                                         |                                                         |                                                         |                                                         |
| 1967                               | Baleset                                                 | Accident                                                | Joseph Losey                                            | USA                                                     |                                                         |
| 1967                               | Találkoztam boldog cigányokkal is                       | Skupljači perja                                         | Aleksandar Petrović                                     | YUG                                                     |                                                         |
| 1968                               | A félbeszakadt rendezvény miatt nem osztottak ki díjat. | A félbeszakadt rendezvény miatt nem osztottak ki díjat. | A félbeszakadt rendezvény miatt nem osztottak ki díjat. | A félbeszakadt rendezvény miatt nem osztottak ki díjat. | A félbeszakadt rendezvény miatt nem osztottak ki díjat. |
| 1969                               | Adalen 31                                               | Ådalen 31                                               | Bo Widerberg                                            | SWE                                                     |                                                         |
| 1970                               | Vizsgálat egy minden gyanú felett álló polgár ügyében   | Indagine su un cittadino al di sopra di ogni sospetto   | Elio Petri                                              | ITA                                                     |                                                         |
| 1971                               | Elszakadás                                              | Taking Off                                              | Miloš Forman                                            | USA                                                     |                                                         |
| 1971                               | Johnny háborúba megy                                    | Johnny Got His Gun                                      | Dalton Trumbo                                           | USA                                                     |                                                         |
| 1972                               | Solaris I-II.                                           | Solyaris                                                | Andrej Tarkovszkij                                      | URS                                                     |                                                         |
| 1973                               | A mama és a kurva                                       | La maman et la putain                                   | Jean Eustache                                           | FRA                                                     |                                                         |
| 1974                               | Az Ezeregyéjszaka virágai                               | Il fiore delle mille e una notte                        | Pier Paolo Pasolini                                     | ITA                                                     |                                                         |
| 1975                               | Kaspar Hauser                                           | Jeder für sich und Gott gegen alle                      | Werner Herzog                                           | FRG                                                     |                                                         |
| 1976                               | Nevelj hollót                                           | Cría Cuervos                                            | Carlos Saura                                            | ESP                                                     | (megosztva)                                             |
| 1976                               | O. márkiné                                              | Die Marquise von O…                                     | Éric Rohmer                                             | FRA                                                     | (megosztva)                                             |
| 1977                               | A díjat nem osztották ki.                               | A díjat nem osztották ki.                               | A díjat nem osztották ki.                               | A díjat nem osztották ki.                               | A díjat nem osztották ki.                               |
| 1978                               | A kiáltás                                               | The Shout                                               | Jerzy Skolimowski                                       | UK                                                      | (megosztva)                                             |
| 1978                               | Szia, majom!                                            | Ciao maschio                                            | Marco Ferreri                                           | ITA                                                     | (megosztva)                                             |
| 1979                               | Szibériáda                                              | Szibiriada (Сибириада)                                  | Andrej Koncsalovszkij                                   | URS                                                     |                                                         |
| 1980                               | Amerikai nagybácsim                                     | Mon oncle d'Amérique                                    | Alain Resnais                                           | FRA                                                     |                                                         |
| 1981                               | Fényévek távolában                                      | Les années lumière                                      | Alain Tanner                                            | CHE                                                     |                                                         |
| 1982                               | Szent Lőrinc éjszakája                                  | La Notte di San Lorenzo                                 | Paolo és Vittorio Taviani                               | ITA                                                     |                                                         |
| 1983                               | Az élet értelme (film)                                  | Monty Python's The Meaning of Life                      | Terry Jones                                             | UK                                                      |                                                         |
| 1984                               | Napló gyermekeimnek                                     | Napló gyermekeimnek                                     | Mészáros Márta                                          | HUN                                                     | [ 2 ]                                                   |
| 1985                               | Madárka                                                 | Birdy                                                   | Alan Parker                                             | UK                                                      |                                                         |
| 1986                               | Áldozathozatal                                          | Offret                                                  | Andrej Tarkovszkij                                      | URS                                                     |                                                         |
| 1987                               | Vezeklés I-II.                                          | Monanieba (მონანიება)                                   | Tengiz Abuladze                                         | URS                                                     |                                                         |
| 1988                               | Elválasztott világ                                      | A World Apart                                           | Chris Menges                                            | UK                                                      |                                                         |
| A Zsűri Nagydíja (1989–1994)       |                                                         |                                                         |                                                         |                                                         |                                                         |
| 1989                               | Cinema Paradiso                                         | Nuovo Cinema Paradiso                                   | Giuseppe Tornatore                                      | ITA                                                     | (megosztva)                                             |
| 1989                               | Túl szép hozzád                                         | Trop belle pour toi                                     | Bertrand Blier                                          | FRA                                                     | (megosztva)                                             |
| 1990                               | Ez törvény                                              | Tilai                                                   | Idrissa Ouedraogo                                       | BFA                                                     | (megosztva)                                             |
| 1990                               | A halál fullánkja                                       | Si no toge (死の棘)                                     | Oguri Kóhei                                             | JPN                                                     | (megosztva)                                             |
| 1991                               | A szép bajkeverő                                        | La belle noiseuse                                       | Jacques Rivette                                         | FRA                                                     |                                                         |
| 1992                               | A gyermekrabló                                          | Il Ladro di bambini                                     | Gianni Amelio                                           | ITA                                                     |                                                         |
| 1993                               | Távol és mégis közel                                    | In weiter Ferne, so nah!                                | Wim Wenders                                             | GER                                                     |                                                         |
| 1994                               | Élni                                                    | Huocsö (Huózhe) (活着)                                  | Csang Ji-mou (張藝謀, Zhang Yimou)                      | CHN                                                     | (megosztva)                                             |
| 1994                               | Csalóka napfény                                         | Utomljonnije szolncem (Утомлённые солнцем)              | Nyikita Mihalkov                                        | RUS                                                     | (megosztva)                                             |
| Nagydíj (1995 óta)                 |                                                         |                                                         |                                                         |                                                         |                                                         |
| 1995                               | Odüsszeusz tekintete                                    | To Vlemma tou Odyssea (Το βλέμμα του Οδυσσέα)           | Theo Angelopoulos                                       | GRE                                                     |                                                         |
| 1996                               | Hullámtörés                                             | Breaking the Waves                                      | Lars von Trier                                          | DNK                                                     |                                                         |
| 1997                               | Eljövendő szép napok                                    | The Sweet Hereafter                                     | Atom Egoyan                                             | CAN                                                     |                                                         |
| 1998                               | Az élet szép                                            | La vita è bella                                         | Roberto Benigni                                         | ITA                                                     |                                                         |
| 1999                               | Emberiség                                               | L'humanité                                              | Bruno Dumont                                            | FRA                                                     |                                                         |
| 2000                               | Ördögök a küszöbön                                      | Kujce lajlö (Guǐzi láile) (鬼子來了)                    | Csiang Ven (姜文, Jiang Wen)                            | CHN                                                     |                                                         |
| 2001                               | A zongoratanárnő                                        | La Pianiste                                             | Michael Haneke                                          | AUT                                                     |                                                         |
| 2002                               | A múltnélküli ember                                     | Mies vailla menneisyyttä                                | Aki Kaurismäki                                          | FIN                                                     |                                                         |
| 2003                               | Messze                                                  | Uzak                                                    | Nuri Bilge Ceylan                                       | TUR                                                     |                                                         |
| 2004                               | Oldboy                                                  | Olduboi (Oldeuboi) (올드보이)                           | Pak Cshanuk (박찬욱, Park Chan-wook)                    | KOR                                                     |                                                         |
| 2005                               | Hervadó virágok                                         | Broken Flowers                                          | Jim Jarmusch                                            | USA                                                     |                                                         |
| 2006                               | Flandria                                                | Flanders                                                | Bruno Dumont                                            | FRA                                                     |                                                         |
| 2007                               | Siratóerdő                                              | Mogari no mori (殯の森)                                 | Kavasze Naomi                                           | JPN                                                     |                                                         |
| 2008                               | Gomorra                                                 | Gomorra                                                 | Matteo Garrone                                          | ITA                                                     |                                                         |
| 2009                               | A próféta                                               | Un prophète                                             | Jacques Audiard                                         | FRA                                                     |                                                         |
| 2010                               | Emberek és istenek                                      | Des hommes et des dieux                                 | Xavier Beauvois                                         | FRA                                                     |                                                         |
| 2011                               | Egyszer volt, hol nem volt Anatóliában                  | Bir Zamanlar Anadolu'da                                 | Nuri Bilge Ceylan                                       | TUR                                                     | (megosztva)                                             |
| 2011                               | Srác biciklivel                                         | Le gamin au vélo                                        | Dardenne testvérek                                      | BEL                                                     | (megosztva)                                             |
| 2012                               | Reality                                                 | Reality                                                 | Matteo Garrone                                          | ITA                                                     |                                                         |
| 2013                               | Llewyn Davis világa                                     | Inside Llewyn Davis                                     | Ethan és Joel Cohen                                     | USA                                                     |                                                         |
| 2014                               | Csodák                                                  | Le meraviglie                                           | Alice Rohrwacher                                        | ITA                                                     |                                                         |
| 2015                               | Saul fia                                                | Saul fia                                                | Nemes Jeles László                                      | HUN                                                     |                                                         |
| 2016                               | Ez csak a világ vége                                    | Juste la fin du monde                                   | Xavier Dolan                                            | CAN FRA                                                 |                                                         |
| 2017                               | 120 dobbanás percenként                                 | 120 battements par minute                               | Robin Campillo                                          | FRA                                                     |                                                         |
| 2018                               | Csuklyások – BlacKkKlansman                             | BlacKkKlansman                                          | Spike Lee                                               | USA                                                     |                                                         |
| 2019                               | Az Atlantiak                                            | Atlantique                                              | Mati Diop                                               | SEN                                                     | [ 4 ]                                                   |
| 2020                               | A Covid19-pandémia miatt nem osztottak ki díjat.        | A Covid19-pandémia miatt nem osztottak ki díjat.        | A Covid19-pandémia miatt nem osztottak ki díjat.        | A Covid19-pandémia miatt nem osztottak ki díjat.        | A Covid19-pandémia miatt nem osztottak ki díjat.        |
| 2021                               | A hős                                                   | Ghahreman                                               | Aszhar Farhadi                                          | IRN                                                     | (megosztva)                                             |
| 2021                               | Hatos fülke                                             | Hytti Nro 6                                             | Juho Kuosmanen                                          | FIN RUS EST GER                                         | (megosztva)                                             |
| 2022                               | Közel                                                   | Close                                                   | Lukas Dhont                                             | FRA BEL NED                                             | (megosztva)                                             |
| 2022                               | N/A                                                     | Stars at Noon                                           | Claire Denis                                            | FRA                                                     | (megosztva)                                             |
| 2023                               | Érdekvédelmi terület                                    | The Zone of Interest                                    | Jonathan Glazer                                         | USA UK POL                                              | [ 7 ]                                                   |
| 2024                               | Minden, ami fénynek tűnik                               | All we imagine as light                                 | Payal Kapadia                                           | IND FRA ITA LUX NED                                     | [ 8 ]                                                   |